# آن شب در وارن
آن شب در وارن (به ایتالیایی: Il mondo nuovo) (به فرانسوی: La Nuit de Varennes) فیلمی درام به کارگردانی اتوره اسکولا محصول ۱۹۸۲ ایتالیا و فرانسه است. فیلم برپایه کتابی از کاترین ریوا است و توانست به جشنواره فیلم کن سال ۱۹۸۲ راه یابد.

## داستان فیلم
در ژوئن سال ۱۷۹۱ یک گروه از مسافران در یک دلیجان خودشان را به شدت درگیر رخدادهای انقلاب فرانسه پیدا می‌کنند. هنگامیکه آنها خودشان را در شهر وین پیدا می‌کنند و وقتی که انقلابیون لویی شاه را دستگیر می‌کنند.

## بازیگران
- ژان لویی بارو در نقش نیکولا ادم رستیف de la Bretonne
- مارچلو ماسترویانی در نقش Casanova, Chevalier de Seingalt
- هانا شیگولا در نقش Countess Sophie de la Borde
- هاروی کایتل در نقش Thomas Paine
- ژان-کلود برایلی در نقش Monsieur Jacob
- آندریا فریول در نقش Madame Adélaïde Gagnon
- Michel Vitold در نقش De Florange
- لائورا بتی در نقش Virginia Capacelli
- Pierre Malet در نقش Emile Delage, student revolutionary
- Enzo Jannacci در نقش the Italian clown
- دنیل ژلین در نقش De Wendel
- دیدی پرگو در نقش Madame Sauce
- کاترینا بوراتو در نقش Madame Faustine
- دورا دال در نقش Nanette Precy
- اوگ کستر در نقش Jean-Louis Romeuf
- ژان لویی ترنتینیان در نقش Monsieur Sauce
- میشل پیکولی در نقش لوئی شانزدهم